# Ecuador en los Juegos Olímpicos de Montreal 1976
Ecuador estuvo representado en los Juegos Olímpicos de Montreal 1976 por cinco deportistas masculinos que compitieron en cuatro deportes.
El portador de la bandera en la ceremonia de apertura fue el saltador Nelson Suárez. El equipo olímpico ecuatoriano no obtuvo ninguna medalla en estos Juegos.